# Archidona
Archidona – miasto w Hiszpanii, w Andaluzji. 12 października 1956 urodził się tam Rafael Ábalos, hiszpański pisarz.